# I・ショウジョ
『i・ショウジョ』（アイ・ショウジョ）は、高山としのりによる日本の漫画。

## 概要
『ケータイショウジョ』のタイトルで『少年ジャンプNEXT!』（集英社）2013 SPRINGと『ジャンプLIVE』（集英社）1号に掲載された読切作品を前身とし、『週刊少年ジャンプ』（集英社）2014年12号から2014年32号まで連載された。その後、ウェブの『ジャンプLIVE』2号に移籍し、2014年7月から9月まで連載、『LIVE』のサービス停止後は『i・ショウジョ+』に改題して『少年ジャンプ+』（集英社）2014年9月22日（創刊日）より2017年4月25日まで連載された。
願い事を叶えてくれるというスマートフォンのアプリ、「魔法のアプリ」の都市伝説が流れる威風音学園で、悩みや願い事を抱えている個性豊かな生徒たちが、不思議な世界にいる少女アイビスから実際に「魔法のアプリ」を与えられ、使いこなしたり振り回されるうちに、成長し、恋愛を成就させる様を描いたラブコメディ作品である。エピソードごとに主人公が変わるオムニバス形式だが、同じ学園を舞台にしているため、多くのキャラクターは他のエピソードでも再登場する。
ほぼ毎回サービスカットが挿入されるお色気漫画であり、『少年ジャンプ+』でウェブ公開されたVer.25は性描写が過激すぎたために、後に公開停止となった。

## 登場人物

### 魔法のアプリの説明書
アイビス
本作の主人公的存在。「魔法のアプリ」の説明書。Ver.8、Ver.22のメインキャラクター。身長148cm、体重39kg。3サイズB77-W50-H77。
愛のある願いを持った者の前に姿を現し、その相手に適ったアプリを与えていくが、その正体や目的などは謎に包まれている。上記の願い事を叶えることとは裏腹に初心な一面もある。決め台詞は「魔法はアナタの掌の中に」。
日常世界にいる時はアパートに住み、バイトをしたり、ツイッターの更新をしたりしている。
Ver.31では花にアプリを与えたことがかえって迷惑になってしまったことを謝罪する葉書を送っている。
エレノラ
「使徒のアプリ」の説明書。Ver.14、Ver.22のメインキャラクター。身長172cm、体重58kg。3サイズB107-W65-H92。
Ver.7でアイビスの前に現れ、説明書としての優劣を競い勝負するが、甲の願いを読み切れずに敗北。以降はアイビスの友人として交流している。決め台詞は「欲望はアナタの掌の中に」。
その正体は「PARMS（パームズ）」がアイビスを基に作った人工のアプリの説明書。Ver.14では経緯は不明だが、パームズから脱走した際に記憶喪失になり、甲の家の庭に落ちてきた所を保護される（記憶を取り戻すまで間、仮の名の「エル」と呼ばれていた）。パームズに追われている最中に記憶を取り戻し「魔法のアプリ」を甲に授け今宮を撤退させた。

### 威風音学園
Ver.○では主人公及びヒロイン（ヒーロー）として登場と表記しているものは該当エピソードの主要人物を意味しており、他エピソードにもたびたび登場している。
Ver.1で次年度に移っているため、それ以降の学年を記載する。

#### 3年生
岡尻 鉄太（おかじり てった）
3組。銀子とは幼稚園時代からの幼馴染。
Ver.1の主人公として登場。親友から銀子の3サイズを聞くよう依頼されるが、その際、魔法のアプリでアイビスと邂逅する。魔法のアプリ「リンク」をアンインストールするために銀子に3サイズを教わろうと奮起するも、銀子にセクハラする羽目になってしまい逆に怒らせてしまう。銀子に告白したことでアンインストールを果たし銀子と両想いになる。
Ver.7では、欲望のアプリ「グリード」の被害者として登場。銀子とデートしている最中に我波に遭遇。我波の欲望のアプリによって魔法のアプリを再インストールされてしまうが、愛で打ち勝ち、我波の欲望のアプリを削除させた。
Ver.39では二度目の主人公として登場。風邪でダウンした銀子を治したいという想いから魔法のアプリ「ドクター」を手にする。ドクターTとして看病し、バイトで稼いだお金で買った指輪を渡すことで改めて好きだという気持ちを伝えた。
宮尾 銀子（みやび ぎんこ）
3組。身長165cm、体重50kg。3サイズB88-W59-H83→B89-W59-H83。
ボーイッシュな性格で、鉄太とは幼稚園時代からの幼馴染。音痴でもある。
Ver.1ではヒロインとして登場。鉄太を奇異の目で見ていたが、魔法のアプリの能力でセクハラされる羽目に。鉄太に来たメールを読もうとしたことによりセクハラされていたことを知り激怒、スマホを預かり魔法のアプリを消したが、鉄太本人でなければ消せない仕様だったため復元を許してしまう。そのことがきっかけで鉄太に告白され両想いになる。
Ver.7では、欲望のアプリ「グリード」の被害者として登場。鉄太とデートしている最中に我波に遭遇。我波によって鉄太の操り人形と化してしまうが、鉄太の愛がグリードを打ち勝ったことで、我波の欲望のアプリを削除させた。
Ver.20では主人公として登場。風邪でダウンした鉄太を治したいと願ったことで魔法のアプリ「ナースキャップ」を手にする。ナースギンコとして鉄太を看病すると共に本当の想いを口にし、鉄太の風邪を完治させたことでアンインストールを果たす。
木野 大樹（きの だいき）
2組。絵が得意だが引っ込み思案な性格。朱音の事が好きだが、疎遠になっている。
Ver.2では主人公として登場。「朱音にちゃんと気持ちを伝えたい」と願い魔法のアプリ「パフューム」を手にするが、見ず知らずの女性や我波を惚れさせてしまう羽目に。そして、朱音にまで効果が及び人目を避けながらデートすることに。そのことがきっかけで本当の願いを知るが、魔法のアプリの効果で彼女を横取りされた男たちにボコボコにされてしまう。そして、朱音に気持ちを伝えたことでアプリのアンインストールを果たす。後日、朱音が男たちに破かれたスケッチブックを復元したことで両想いになる。
Ver.42ではヒーローとして登場。朱音の誕生日プレゼントをサプライズで用意しようと朱音を避けるようになるが、朱音からの「もっと自分を見て欲しい」という想いを知ったことで目を覚まし、二人の仲は元に戻る。
羽生 朱音（はぶ あかね）
3組。身長149cm、体重42kg。3サイズB76-W52-H79。妹にりんごがいる。
銀子の親友の1人で天然ボケな性格。一部の生徒からは「天然姫」というアダ名で呼ばれている。大樹とは小学校からの同級生人。恋人の大樹が友人からロリコン扱いされるほどの幼児体型。
Ver.2ではヒロインとして登場。大樹の魔法のアプリの効果により人目を避けながらデートすることになる。反省した大樹からアプリの効果を知らされるも、大樹が魔法のアプリの効果によって彼女を横取りされた男たちにボコボコにされるのを目の当たりにする。その際、男たちに破かれた大樹のスケッチブックの破片を拾い復元したことで、大樹と両想いになる。
Ver.42では主人公の一人として登場。大樹が朱音を避けるようになった理由を知りたいと我波・エレノラと一緒に大樹の自宅へ乗り込む。欲望のアプリ「ダイエットEver」の力を借りつつ、もっと自分を見て欲しいという想いを伝えたことで大樹は目を覚まし、二人の仲は元に戻る。
浅瀬 太陽（あさせ たいよう）
3組。アユユの大ファン。
Ver.5ではヒーローとして登場。月夜と共に魔法のアプリの世界に迷い込んでしまい、その際月夜がアユユであることを知る。そこで魔王がアイビスのアドベンチャーゲームに挑戦。何とかクリアし、月夜の願いは「普通の女の子になりたい」であることを知り現実世界に戻った。
Ver.10でもヒーローとして再度登場。アユユの新曲を見てなかったことを告白したことで再び月夜が魔法のアプリを手にすることに。その後、「『アユユ』ではなく『月夜』が好き」という自分の感情を知った月夜がアユユになって歌を歌いアユユファンの血が騒ぎ踊ったが、アユユにキスをされたことで気絶してしまった。
深海月夜（ふかみ つくよ） / 亞結夕月（あゆう ゆづき）
3組。身長163cm、体重49kg。3サイズB91-W57-H82。9月15日生まれ。血液型AB型。
「アユユ」こと超絶次元アイドル・亞結夕月として活躍する少女。学校では無口でシャイな性格で通っている。
Ver.5では主人公として登場。「普通の女の子になりたい」と願ったことで太陽と共に魔法のアプリ「クエスト」の世界に迷い込んでしまう。その際、太陽に自分がアユユであることを知られてしまう。そこで魔王がアイビスのアドベンチャーゲームに挑戦。ゲームの世界での冒険を経て普通の女の子らしく振舞うことができたことによりアンインストールを果たし現実世界に戻る。その後のアユユは銀子にも認められるほどに成長した。
Ver.10でも主人公として再度登場。太陽がアユユの新曲見てなかったことがきっかけで再び魔法のアプリ「ゴーグル」を手にする。他の男子の感情を見るが、色欲まがいな感情ばかりで崩壊寸前になる。太陽の感情を見て、アユユになって歌を歌ったが、太陽にキスをしたことで気絶させてしまった。
鏑木 勇美（かぶらぎ いさみ）
2組。習い事としてスポーツクラブに通っている体育会系。丸井あずきとは幼馴染。クラブの子供の面倒を見ており、とっさにあずきを庇うなど行動はイケメン。大人の女性が好み。
Ver.19ではヒーローではあるが事実上主人公として登場。魔法のアプリの力で大人の女性になったあずきと出会い、正体を知らずにデートする。その途中であずきが家に帰ってないと連絡を受け、自分の中のあずきへの想いを認識するとともに、会った大人の女性の正体があずきであることを気付くこととなった。その後、変身が解け子供に戻ったあずきにキスをし、想いを受け入れた。
安形 次夢（あがた つぐむ）
1組。サッカー部所属。文武両道な兄・次代に誇りを持っていたが、周囲の人間からは常に比較され、兄に追いつこうと努力するも結果が伴わず、コンプレックスとなっている。
Ver.21では主人公として登場。兄へのコンプレックスに加え、幼馴染の夏海が次代と一緒に居るところを見てふさぎ込み、使徒のアプリ「ドリーム」を得て現実逃避の夢の世界へ引きこもるようになる。しかし、魔法のアプリの力を借りて次夢の夢の世界へ入ってきた夏海によって目を覚まし、夢にも現実にも負けない自分でいるべきだということに気づき、アンインストールを果たす。
生田 夏海（いくた なつみ）
1組。安形兄弟とは幼馴染の関係。引っ込み思案で、影から次夢を応援していた。
Ver.21ではヒロインとして登場。夢の世界へ逃避した次夢を助けたいと願い、魔法のアプリ「ナイトメア」を手にする。次代の姿となって次夢の夢の世界へ入り、目覚めさせることに成功、アンインストールを果たすが、夢の世界に自分はいなく、眼中にないことを知る。が、その後、次夢の勘違いが原因で引きこもりに至ったことを知ってからは元の良好な関係に戻る。
右佐 珊瑚（うさ さんご）
1組。水泳部所属。右佐琥珀の姉で真田忠とは幼馴染。男前な性格で、かなりの世話焼き。料理が得意。
Ver.25では主人公の一人として登場。忠の姉代わりとして接する一方、恋心が芽生えていた最中、魔法のアプリ「リブラ」を手にする。忠を巡って妹の琥珀と運命のバトルを繰り広げるものの、最終的には「二人とも同じ想いだ」という決断を忠が下し、アンインストールを果たす。
園江 花（そのえ はな）
3組。空手部部長。空手の天才であり、作中強さランクでも断トツの1位。
Ver.1から銀子らと一緒に度々登場しているが、主人公となるVer.29で名前が判明する。「ナイトな彼氏からお姫様のように大事に守られたい」という願望から魔法のアプリ「ウォールバン」を手にするが、壁ドンでアプリの効果が発動する数々の騒動に巻き込まれる。終盤、花に敗北されたシステマ忍者の逆襲に遭うが、ピンチになったところを輪動に助けられ、撃退する。その後、輪動に壁ドンをしてもらうことで二人の幸せな未来が見え、アンインストールを果たす。
斉藤 紅緒（さいとう べにお）
2組。朱雀曰く「浮いてるヤンキーの人」。みもざからは姐さんと慕われ、一緒に行動していることが多い。
初登場はVer.2であり、度々登場するも、主人公となるVer.32で名前が判明する。「実録・紅天女」としてプライベートや犯した悪事を校内新聞で幾度とネタにされることに腹を立て、停学寸前の状態に置かれている。自分が犯した悪事を素直に謝りたいという想いから魔法のアプリ「ソーリー」を手にする。それからは迷惑をかけた人々に謝罪をし、新聞部の女の子に新聞を破ったことを謝ったことでアンインストールを果たす。
轟 大弥（とどろき だいや）
4組。野球部所属。甲子園出場まであと一歩というところまで導いた実力の持ち主。女子生徒の人気を集めたが、野球に対してストイックであり、恋愛に興味がない性分。一人暮らしをしている。透明とは小学校からの知り合い。
Ver.48ではヒーローとして登場。魔法のアプリで認識できなくなった透明に家に侵入される。その後透明の存在に気付き、ベランダに閉じ込められた透明を救出した。透明と付き合う事はキモくて無理と考えているが、透明の決して諦めない点は認めている。
志島 透明（しじま とあ）
1組。風紀委員代表。小学生の時に熱中症になるのを心配してリンゴジュースをくれたことがきっかけで轟が好きになり、以降ストーカー行為を行っている。風紀委員となったのも轟に変な虫が付かないようにするため。一人称は「私」もしくは「トアちゃん」。
Ver.48の主人公。ストーカー行為がばれて逃走中にアイビスと邂逅、魔法のアプリ「ニンジャ」を手にする。その後、アプリを悪用し、轟の下宿に侵入、半裸でベッドに入り、服の匂いを嗅ぐなど変態っぷりを発揮するも、全裸状態で暴風雨吹き荒れるベランダに閉じ込められてしまう。最後は透明の服一式が風呂場にあったこと、リンゴジュースのお礼を窓ガラスにアピールしたことで透明の存在に気づき救出され、事なきを得た。
潮路（うしろ）
2組。バスケ部の主将。
女子バスケ部の着替えを盗撮した張本人。盗撮したカメラを青菜が奪ったことで彼女を脅迫するが、そのことを知った葉留の逆鱗に触れてしまう。一度はバックアップを餌に一方的に叩きのめすが、葉留が校舎を消したことで形勢が逆転してしまいそのまま成敗された。その後、アイビスのセリフから警察に逮捕された模様。
津留派（つるは）
2組。生徒会所属。スキンヘッドの大男で、イケメンとは違うが顔立ちも整っている。腕っ節は梅也や多桜より上。

#### 2年生
平 心（たいら しん）
1組。生徒会副会長。いつも桃華にこき使われているが、かつて桃華に助けられた事があり、思いを寄せている。
Ver.4では主人公として登場。桃華にゆるキャラのデザインを考えるよう言われたことで魔法のアプリ「トランスフォーム」を手にし、自分が考えたゆるキャラに変身してしまう。元に戻ろうとしたが、静電式タッチパネルのせいで戻ることができず、ゆるキャラを捕獲しようとした女子たちに追われてしまう。桃華がスマホに触れたことで元に戻るが制裁をくらってしまい、ゆるキャラを捕獲するよう命じられてしまう。
Ver.18ではヒーローとして再度登場。魔法のアプリ「ドッグ」の力で犬化した桃華と共にスマホケース消失事件の解決に挑む。
Ver.44では二度目の主人公として登場。桃華が持っていたペンダントを探したい想いから魔法のアプリ「シークバー」を手にする。アプリの能力で過去の出来事を再現させ、ペンダントを無事見つける。その後、桃華の好きな男の子は自分よりもっと輝いていることを知り、桃華に対する想いは実らないと思い、告白するが、桃華が好きな男の子は平のことであり、完全にカップルとなる。
乃院 桃華（のいん ももか）
1組。生徒会長。口癖は「マスト」。身長156cm、体重48kg。3サイズB79-W56-H84。
美少女だが大の目立ちたがり屋。強引なところもあり、「独裁会長」「関わりたくない人学園1位」と言われている。
Ver.4ではヒロインとして登場。魔法のアプリ対策としてゆるキャラを作ることを宣言。平にデザインを考えさせるが、魔法のアプリを得た平が女子たちに追われる羽目になった。平が変身したゆるキャラが持っていたスマホを手に取ったことで平がセクハラ同然に出現してしまい、彼を制裁する。その後、平にゆるキャラを捕まえるよう命じる。
ミスコンテストでは決勝まで進出し、あと一歩のところで優勝を逃す。
Ver.18では主人公として再度登場。とにかく目立ちたいという強い想いから魔法のアプリ「ドッグ」を手に入れ、犬化する。平と共にスマホケース消失事件の解決に挑み、犯人を撃退することで目立ちたいという願いが叶い、元に戻る。
戸成 葉留（となり はる）
1組。バスケ部所属。
Ver.6では主人公として登場。青菜のおかげで頑張れたことを誇りに告白するが振られてしまう。情けない自分は消えてしまいたいと願ったことにより魔法のアプリ「インビジブル」を手にする。アプリの能力で透明人間となり、青菜の真意を探るうちに男子バスケ部の主将である潮路が青菜を脅迫していたことを知る。翌日青菜にメッセージを残した後に潮路と対決。一方的にボコボコにされながらも校舎を消すことで逆転し潮路を成敗する。「情けない自分を消す」という願いを叶えたことによりアンインストールを果たす。その1週間後、入浴中に魔法のアプリの能力で透明人間となった青菜に告白される。
高遠 青菜（たかとお あおな）
1組。バスケ部所属。身長166cm、体重49kg。3サイズB85-W58-H81。
弟と妹がいる。
Ver.6ではヒロインとして登場。潮路の盗撮を知るも逆に脅されていた。潮路と対決した葉留が盗撮のデータを破壊したことにより潮路を告発し、その後今度は自分自身が魔法のアプリを手にする。その1週間後、入浴中の葉留に助けられたことへの感謝をし告白したことで、「恥ずかしがりの自分を消す」という願いを叶えたことによりアンインストールを果たし、透明化が解除され裸で現れたため葉留を気絶させてしまった。
Ver.36では筧のアプリの力で男子化してしまうが、男子化したことで気軽に話できるということで葉留と一緒にバスケを楽しむ。
我波 灰（がなみ はい）
1組。身長155cm、体重47kg。3サイズB83-W56-H83。初登場はVer.2。美術部に所属する大樹の後輩。小悪魔的な性格で、台詞の最後に括弧書きでその時の感情を示す喋り方をする。
Ver.7では主人公の1人として登場。「帝国を作りたい。」という欲望をエレノラに付け込まれ、欲望のアプリ「グリード」を授けられる。「我波帝」として多数の人間に「グリード」を配布していた所に居合わせた鉄太と銀子にも「グリード」を渡すも、鉄太と銀子の愛に打ち負かされ、欲望のアプリを削除された。
Ver.42では主人公の一人として登場。朱音が大樹から避けられている理由を知るために、欲望のアプリの力を借りつつ、朱音・エレノラと一緒に大樹の自宅へ乗り込む。朱音にサプライズで誕生日プレゼントを用意しようとしていたためにわざと避けていたことを知って安堵する。
都道 世（とどう せい）
1組。陸上部所属。推薦で入った才能ある1年生の雑用係をやらされており、森町緋芽にいびられている。
Ver.9では主人公として登場。素直な後輩だった緋芽が変わってしまい、彼女を止めるために魔法のアプリ「クロノス」を手にする。雑用ばかりで自分の練習ができないことに嫌気がさし、退部届を出そうとしたが、緋芽に奪われてしまい、取り返そうとして時を止めたが、物体は動かせないことを知り失敗。その後、緋芽にセクハラまがいなことをするが、時を止められているため、動じず、変わったのは緋芽じゃなく自分自身だと知り、時を動かして緋芽を助ける。その後、負けても諦めないかつての自分に戻ると決意し、緋芽との関係も良好なものに戻った。
日高 光矢（ひだか こうや）
4組。大女優「日高紅葉」の息子。美男子で女生徒からの人気も高い。
Ver.12では主人公として登場。半ばいじめのような形でコンテストに出場することになった紫織にいら立っていたことで魔法のアプリ「メイク」を手にし、その能力で紫織をイメージチェンジさせる。コンテストで紫織をサポートする内に彼女に惹かれていき、決勝ではあえて魔法のアプリの能力を使用せず、素の紫織で勝負させた結果優勝した。その後、紫織に告白をし、恋人となった。
実は中学時代は眼鏡をかけたオタクで、ゲームやマンガなどやりたいことをやっていたが、紅葉に変えられ、高校に入ってからやりたいこともできず諦めて忘れ去っていた過去を持つ。紫織と付き合ってからは眼鏡に戻した。
御影 紫織（みかげ しおり）
4組。美人ではあるが暗い性格で典型的な喪女。
Ver.12ではもう一人の主人公として登場。魔法のアプリの能力を手にした光矢によってイメージチェンジされ、決勝に上り詰めたが、決勝では美貌は変わらないが魔法のアプリを使用しないというハンデを負ったまま見事優勝した。その後は光矢に告白され恋人となった。
恋緒 京治（こいお きょうじ）
2組。愛沢黄咲とは幼馴染。空手部所属で実力はかなりのもので、空手部内では2番目に強い。
Ver.13では主人公として登場。黄咲が勉強していないことを察知し魔法のアプリ「クイーンメーカー」を手にする。魔法のアプリの能力で黄咲の未来を変えようと奮起するが、黄咲が高校では解けない難問を解こうとしたことを知り、未来の可能性を説いた。その後の写真撮影が原因で3年後に黄咲と結婚していたことが発覚する。
暗木 翼（くらき つばさ）
2組。よく見ればイケメンで基本的には優しい性格だが、服装も言動も重度の中二病で、周囲から不気味がられている。
Ver.16では主人公として登場。女子からのチョコレートをもらっている男子達に嫉妬し、自分もリア充したいと願ったことで魔法のアプリ「チョコレート」を手にしたことでチョコレートが起こした騒動に巻き込まれるが、その際、翡翠の本命が自分だと知り、騒動を終結させたことでアンインストールを果たした。その後は翡翠と恋人となる。
聖 翡翠（ひじり ひすい）
2組。バレーボール部。いつもスカートの下にスパッツをはきこむほどのボーイッシュな性格。翼とは席が隣でよくからかっている。
Ver.16ではヒロインとして登場。翼が起こした騒動に巻き込まれてしまう。翼にチョコレートを光矢に渡すよう催促されるが、実は本命が翼であり、そのことを知った彼によって騒動を終結させた。その後は翼と恋人となる。
田嶋 秋雨（たじま しゅうう）
2組。美男子で頭もいいが、小学生の時に自分を助けてくれた友人を裏切ってしまったことがトラウマとなり友達を作れないでいる。
Ver.17では主人公として登場。アプリ「キー」の力で手に入れた自分専用の真っ白い部屋に誰かいると感じ恐怖におびえるが、春が同じアプリを所有して侵入していることが分かり、彼女を追っているうちに彼女が以前助けてくれた友人であること、そして彼女も同じ臆病だと知る。そして彼女の家を訪れ玄関を開けたことでアンインストールを果たした。
林原 春（はやしばら はる）
2組。料理研究部。旧姓は「貴志（きし）」。家は商店街でパン屋をしている。
Ver.17ではもう一人の主人公として登場。母親が再婚し愛される自信がなかったことで魔法のアプリ「キー」を手にするが、その途中で同じアプリを手にした秋雨と出会う。以前自分が助けた男の子が秋雨であることには気づいていたが、秋雨に自分の家族を見せようと誘導し、臆病な彼に勇気づけるため自分の家に赴かせ、彼に玄関を開けさせたことでアンインストールを果たした。
右佐 琥珀（うさ こはく）
3組。風紀委員。右佐珊瑚の妹で真田忠とは幼馴染。真面目で躾にうるさく、かなりの世話焼き。お金の計算が得意。風紀委員となったのは忠に変な虫が付かないようにするため。
Ver.25では主人公の一人として登場。珊瑚と同じく忠に対して恋心が芽生えていた最中、魔法のアプリ「リブラ」を手にする。珊瑚に負けず劣らずの誘惑の数々で忠を巡る運命のバトルを繰り広げるものの、最終的には「二人とも同じ想いだ」という決断を忠が下し、アンインストールを果たす。
萩 宗佑（おぎ そうすけ）
4組。お人好しで他人からの頼み事を断れない性分の細目の少年。
Ver.40では主人公として登場。会った覚えがない少女・霧子が転入し、成り行きで付き合うようになる。そんな中、霧子の自宅へプリントを届けに行った時に本当の姿を見るも、好きだから笑顔が見たいという本当の気持ちを口にし、恋人としての関係になった。
犬養 霧子（いぬかい きりこ）
4組。太い体型の少女で、前の学校で豚扱いされる苛めに遭い、威風音学園に転入する。
Ver.40ではヒロインとして登場。転入手続きの時に、愛犬・ミミが道路に飛び出すのを宗佑が助けたことでお礼が言いたくなり、魔法のアプリ「スリム」の力で痩せた姿で宗佑に接触、付き合うようになる。当初、霧子が宗佑に恋心を抱いてはいけない、好きな人の悲しむ顔を見たくないと心に決め、ミミが魔法のアプリの力で変身した姿として宗佑に会い、助けてくれたお礼がしたかったという話にしたかったのだが、宗佑は本当の霧子を見つけ、霧子が自分に興味を持ってくれたように、自分も霧子のことを知りたくなったと告白される。その後はダイエットに成功し、スリムを使った状態と同じ外見となった。
中島 みもざ（なかじま みもざ）
紅緒と一緒に行動することが多い不良少女。
初登場はVer.2。度々登場するも、Ver.32で名前が判明する。ミスコンテストでは第二回戦で紫織と相撲で対決するが、長いおさげが地面に付き、敗北。
不良少女
4組。本名不明。ダンス同好会所属。小柄で前髪をあげたロングヘアの少女で、デカオの彼女。魔法のアプリと直接的な関わりは持っていないが、魔法のアプリによる騒動に巻き込まれることが多い。
手先が器用でバレンタインにデカオの顔を象ったチョコレートを作っていた。1年前の生徒会長選挙で桃華と争ったが敗北して以来、現在ではやたらと紫織に突っかかっている。
音木 茶々（おとぎ ちゃちゃ）
1組。生徒会所属。前髪が目を覆っている少女。

#### 1年生
八豆 梅也（やず ばいや）
1組。空手部所属。小学校時代から空手をやっており人気者だったが、大会で多桜に敗北。以来鍛錬を積み多桜と互角程度には強くなり、リベンジの機会を伺っている。
Ver.3では主人公として登場。多桜とのリベンジの機会を得られずにに高校に入学。しかし、多桜に決闘を却下されたことで魔法のアプリ「コピー」を手にする。コピーした多桜と決闘しようとしたが、当の本人が入浴中だったためかひどい目に遭ってしまう。何とか削除した後、間をおいて多桜をコピーし決闘を実現。多桜と互角に戦えたことを実感したことでアンインストールを果たし、翌日本物の多桜に認められた。
Ver.7では、欲望のアプリ「プライド」の被害者として登場。甲の欲望のアプリに洗脳されかかるが、アイビスによって洗脳されずに済み、洗脳された多桜に迫ろうとしたその時、多桜は操り人形じゃないと諭したことで甲の欲望のアプリを削除させる。その後、甲の友達となった。
Ver.34では2度目の主人公として登場。多桜の大事な指輪を見つけたいという想いから魔法のアプリ「サムネイル」を手にする。多桜とコンビネーションを組んでアプリの力で互いに体の大きさを変えることで指輪を発見し、アンインストールを果たす。
六仙 多桜（りくせん たお）
1組。空手部所属。身長153cm、体重45kg。3サイズB82-W55-H81。
小学校時代の空手大会で梅也に勝利したが、逆に彼を強くさせるきっかけを作る。
Ver.3ではヒロインとして登場。高校に入学した後、梅也にリベンジを申し込まれるが却下するも、その翌日黙々と練習する梅也を認めることになった。
Ver.7では、欲望のアプリ「プライド」の被害者として登場。甲の欲望のアプリによって洗脳されるが、アプリの効果が効かなかった梅也によって洗脳が解かれるも、甲がやったことは火に油を注ぐ結果を生んだ。
ミスコンテストでは準決勝まで進出し紫織と熱湯風呂で対決。しかし、急なアクシデントにより敗北。その後、自分を抑えるために梅也にビンタしてしまった。
Ver.34では2度目のヒロインとして登場。祖母に送った指輪を自分が身に付けたが、紛失してしまう。その後、梅也が手に入れた魔法のアプリの力を借りて二人で指輪を発見することに成功する。
穂中 甲（ほなか こう）
1組。小柄で暗い性格で、友達がいない。いつもフードを被っている。両親はアメリカで暮らしており一人暮らし。
Ver.7では主人公の1人として登場。友達がいないことをエレノラに付け込まれ欲望のアプリ「プライド」を授けられ、ゲーム会社の社員をはじめ、ヤンキー女子やクラスメイト達を洗脳するが、梅也には効かず、多桜は操り人形じゃないと諭されたことで、自分の願いを知り、欲望が満たされたと判断され欲望のアプリは削除された。結果、多桜と「拳で語り合う」ぼどの反感を買ってしまい、ボコボコにされた。その直前魔法のアプリ「ツイート」を授けられ、「友達がほしい」という願いがかないアンインストールを果たしていた。その後、梅也、朱雀、筧と友達になった。
Ver.14でも主人公として再度登場。エレノラを保護し、名前も思い出せずにいた彼女に「エル」と仮の名を付けた。エレノラを負ってきた組織から彼女を助けるため、記憶が戻った彼女に欲望のアプリ「プリクラ」を授けられ追手を退けた。
森町 緋芽（もりまち ひめ）
3組。陸上部所属。身長154cm、体重46kg。3サイズB82-W54-H83。
陸上の推薦で入学した。当初は負けても努力する都道世に憧れていたが、世が変わってしまったことに不満を抱いており、いびりを行っている。
Ver.9ではヒロインとして登場。世には辞めてほしくないと退部届を奪うが、世の魔法のアプリによって時を止められ、セクハラまがいなことをされるが、ベンチから転落されそうだった所を時を動かした世に助けられる。その後、世が自分が憧れる先輩に戻ったことで、自分が言ったことを世が聞くようになった。
三国 喜平（みくに きへい）
2組。関西からの転校生。お笑い芸人を目指しているが、いつもスベっているが、それが持ち味となり、むしろ楽しませることもある。
Ver.11では主人公として登場。真白に奇異の目で見られたことで魔法のアプリを手にするが、魔法のアプリ「マグネット」の能力で真白とくっついてしまい、真白に解除させるはめになったが、彼女の願いを知り、白兎が入院している病院へ向かい、痛い思いをするのを嫌う白兎と直してほしいと願う真白の絆を取り戻させたことでアンインストールを果たした。
Ver.47では主人公の一人として登場。魔法のアプリ「ダークサイド」の力で変異した真白を元に戻すため、笑顔にさせるため、寒いギャグを連発、必死の想いで告白し、元に戻した。
四央寺 真白（しおうじ ましろ）
2組。文芸部所属。学園でも有数の美少女でファンが多いほどの人気者だが、入学してから笑ったことがないため、生徒からは「氷の女王」の異名を持っている。
Ver.11ではヒロインとして登場。魔法のアプリの能力で喜平とくっついてしまうが、喜平のスマホを貸して魔法のアプリの能力を解除し、彼の目の前から去った。実は弟の白兎が心臓の病気で入院しているため笑顔を見せなかった。彼女の真意を知った喜平によって絆を取り戻した。
Ver.26では主人公として再登場。泳げなくて悩んでいる白兎を助けたいという想いから魔法のアプリ「ウォーター」を手にする。体育館を使って魔法の水を溜め、他のヒロイン達や白兎と一緒に水泳を教えてもらうことを決意する。
Ver.47ではヒロインの一人として登場。白兎が手にした魔法のアプリ「ダークサイド」によって「まくろん」と変異する。寒いギャグばかり出してくる喜平をあしらうも、好きな女の子を笑顔にさせるという喜平の告白によって元に戻る。
愛沢 黄咲（あいざわ きさき）
2組。恋緒京治とは幼馴染。幼少のころから成績優秀で勉強好き。
Ver.13ではヒロインとして登場。難問の攻略がうまくいかず落ち込んでいた時に京治に未来の可能性を説かれた。その後の写真撮影が原因で3年後に京治と結婚し彼の子供を身ごもっていたことが発覚する。
山田 風介（やまだ ふうすけ）
2組。普通で特徴の無い男子。
Ver.15では主人公として登場。水希に馬鹿にされてしまい、喜平に進められる形で魔法のアプリ「トレース」を手にする。しかし、勝負の途中でコースを逸れた水希を助けようとしたが結局遭難し、近くの山小屋で助けを求めることに、しかし水希が衰弱しているのを放って置けず、宿泊所まで送り届けたことでアンインストールを果たした。
Ver.41では窮地に陥った水希を応援し勝利に貢献。その後告白し、付き合う事になった。
田井中 水希（たいなか みずき）
2組。スキー大会で6位入賞するほどの実力者。自称・色白ギャル。
Ver.15ではヒロインとして登場。風介とのスキー勝負の最中、コースを逸れてしまい、風介に助けられるも結局遭難。近くの山小屋で助けを求めるが、徐々に衰弱し風介の魔法のアプリの力でみんなと合流できたが、風介をダサいと非難するも、彼を認めることになった。
Ver.41では二度目のヒロインとして登場。ライバルである横千家マネに球技大会で裸一周を賭けた勝負をする。が、マネのチームのメンバーの大半を彼女の執事に変えたことで絶体絶命に追い込まれ、自分のせいで風介を馬鹿にされたくない、勝ちたいという想いから魔法のアプリ「チャージ」を手にする。アプリの力で何とか1点差まで追いつき、緋芽の策略でアプリが入ったスマホを取り上げられながらも、風介からの愛の力で逆転勝ちを収める。その後、互いに告白し、付き合うようになる。
朱雀 煉十郎（すざく れんじゅうろう）
1組。パソコン部所属。肥満ぎみで欲望に忠実なオタク。変態の気がある一方で、それなりに思いやりもある性格。
初登場はVer.7であるが、その時は名前がない状態で登場。三度目の登場であるVer.15で名前が判明する。Ver.15の時は梅也や甲らを巻き込む形でスキー合宿で泊っていた旅館の女風呂を覗きたいという欲望に突っ走るが、魔法のアプリの力によって阻止、女生徒らに撃退される。
Ver.23では主人公として登場。リア充になりたいという欲望でアイビスを呼び出し、半ば強引に魔法のアプリ「デスティニー」を手にする。朱雀に興味がある女性を呼び出し、オーディションを行う。そこで「朱雀が不良から助けてくれた」と語る少女と出会うも、それは少女の幼馴染がやった事だと真相を伝え、勘違いで幼馴染との関係が断たれてはダメだと記憶だけ残すことにし、アンインストールを果たす。
Ver.36では主人公の一人として登場。筧が手にしたアプリの力で女体化する。最初は女体化を楽しんでいたが、脳が女性化しつつあることと元に戻す方法がわからないことでパニックになる。そんな最中、アプリの影響で男子化した青菜と葉留が一緒にバスケをする姿を見て、「好きな女の子のために頑張る男と比べるとモテないはずだ」と筧と一緒に気づき、アプリがアンインストールされたことで元の姿に戻る。
Ver.43では二度目の主人公として登場。秋葉原へエロ本を買いに行っていた時にニケと出会い、執事に責められていた彼女をオタク狩りの被害者の少年と勘違いし救出、エロ本を諦め秋葉原を案内する。別れ際に朱雀に惚れたニケから一緒に来て欲しいと誘われるが、「モノで人を動かすことはできない」と断る。
女朱雀
TSの力で女体化した状態。朱雀とは似ても似つかぬ美人で巨乳。

筧 遊（かけい ゆう）
1組。ギャンブル系の遊びが得意。
初登場はVer.7であるが、その時は名前がない状態で登場。三度目の登場であるVer.15で名前が判明する。朱雀の「女風呂を覗きたい」という欲望に巻き込まれ、魔法のアプリの力によって阻止、女生徒らに撃退される。
Ver.36では主人公の一人として登場。「朱雀に女子と触れ合えるように」という願いから魔法のアプリ「TS」を手にするが、朱雀共々アプリの力で女体化する。最初は女体化を楽しんでいたが、脳が女性化しつつあることと元に戻す方法がわからないことでパニックになり、さらにアプリが入ったスマホが青菜の手に渡り、外に投げ出され、他の生徒や教師を性転換させる被害を拡大させてしまう。そんな最中、アプリの影響で男子化した青菜と葉留が一緒にバスケをする姿を見て、「好きな女の子のために頑張る男と比べるとモテないはずだ」と気づき、アンインストールを果たし元の姿に戻る。
女筧
TSの力で女体化した状態。貧乳。

上木 修（うえき しゅう）
3組。読書が好きだが、小学生のころ好きだった女の子にからかわれたことがトラウマとなり、女の子に対して極度の口下手になる。
Ver.24では主人公として登場。同じ図書委員となった葉子ともっと話がしたいという想いから魔法のアプリ「ツイート」を手にする。アプリを通して会話ができるようになった最中、トラウマになった元凶の女の子から葉子が絡まれているところに遭遇。勇気を振り絞って自ら助けに入ったことでアンインストールを果たした。
紙村 葉子（かみむら ようこ）
3組。読書家で地味な性格。
Ver.24ではヒロインとして登場。図書委員となる。修が手に入れた魔法のアプリによって仲良くなる。
真田 忠（さなだ ただし）
3組。右佐姉妹とは幼馴染の間柄。右佐姉妹が何かと世話を焼いてくる状況に辟易している。
Ver.25ではヒーローとして登場。両親が海外へ旅行に行ったため、忠を巡る右佐姉妹の運命のバトルに巻き込まれる。二人からの数々の誘惑に振り回されるが、最終的には「二人とも同じ想いであり、三人で仲良く」という決断を下した。
五朗藤 嵐（ごろうとう あらし）
2組。パソコン部所属。「すまない」が口癖の自称・完璧人間。
Ver.28では主人公として登場。自分に釣り合う完璧な彼女が欲しいと願ったことで魔法のアプリ「キャラクリ」を手にし、理想の彼女「加藤ビアンコ」を具現化させるも、パラメーターをいじり過ぎて凶悪化し、幼馴染のみかんや友人達を騒動に巻き込む。騒動が収まった後、自分の理想の完璧な彼女はみかんであるということに気付き、アンインストールを果たす。
七星 みかん（ななほし みかん）
3組。サッカー部マネージャー。嵐の幼馴染でかなりの天然ボケな性格。
Ver.28ではヒロインとして登場。嵐が生み出した理想の彼女「加藤ビアンコ」に苦しめられる。騒動後、遠回しな表現で嵐に告白する。
Ver.45ではアイビスからの魔法のアプリのアンケートに「笑う度に優しいおじさんが現れ、皆を幸せにする」アプリのアイディアを送る。魔法のアプリ「ハッピーマン」として生み出され、仮想世界でテストするが、ハッピーマンが生み出されると消滅することなく、増殖の一途で破滅する結末となり、没となる。
東 行人（あずま いくと）
3組。田舎に住んでいるが、病に倒れた沙雪を治すため、魔法のアプリを求めて威風音学園に入学した。
Ver.30ではヒーローではあるが事実上主人公として登場。魔法のアプリ探索の最中、入院しているはずの沙雪と遊園地で遭遇、デートするも、実は魔法のアプリの力で魂と化した沙雪であり、最期の想いを伝えるために現れたのである。だが、その後、沙雪の病気は完治し、幸せな日々を送っている。
鬼ヶ島 賀太郎（おにがしま がたろう）
3組。金持ちの家に生まれた自称・生まれついての成功者だが、マヌケな一面も持つ。きなこをライバル視しているが、好意の裏返しでもある。
Ver.33では主人公として登場。きなこの実家が経営しているラーメン屋が閉店の危機に立たされているのを見て、彼女を助けたい、彼女の笑顔が見たいという想いで魔法のアプリ「ジョブス」を手にする。アプリの力で生み出したアイディアによって彼女の店だけでなく商店街の活性化に成功するも、きなこが砂原豹に誘拐される。砂原の目的がアプリにあること、きなこを助けることが自分の願いであることを再認識した後、アプリを放棄することできなこを無事救出することに成功する。その後はきなこに告白し、恋人となった。
Ver.49では主人公として再度登場。プチケモtryにハマっているきなこの笑顔が見たいという想いから魔法のアプリ「エレキ」を手にする。「電気あんま」という本来とは異なる使い方で自分のスマホをフル充電するが、ゲットしたケモノの名前が衝撃的過ぎたため、きなこに成敗される。
持田 きなこ（もちだ きなこ）
3組。学級委員長。しっかりした性格で、実家は商店街でラーメン屋をしており、それを手伝っている。賀太郎とはいつも喧嘩をしている。
Ver.33ではヒロインとして登場。実家がラーメン屋で手伝いをしていたが、閉店の危機に立たされていた。そんな中、賀太郎のアプリの力で生み出したアイディアによって店と商店街が立ち直るも、賀太郎のアプリを手に入れようとした砂原豹によって誘拐される。その後、賀太郎によって救出される。その後は賀太郎の告白を受け入れ、父親と賀太郎と一緒にラーメン屋を支え続ける。
Ver.49ではヒロインとして再登場。お気に入りのケモノをゲットするため、賀太郎に電気あんまを味わわせることでアプリの力でスマホを充電させた。
卜部 シエナ（うらべ しえな）
4組。読者モデルを務めている。かなりの高慢な性格であり、修が極度の口下手になった元凶である。
初登場はVer.24。取り巻きを連れていた途中、葉子とぶつかり、因縁を付けたが、その場で本性を見た取り巻き達が離れてしまう。
Ver.35ではヒロインとして登場。上記の事件でクラスから孤立してしまった。話しかけてきた新聞部の女の子にも邪険にしてしまい、自慢できる、大切にしてくれる友達が欲しいという願いから魔法のアプリ「M フレンド」を手にする。アプリの力で黒い化け物が出現し、シエナにくっついてくるのを見て、己のステップアップの踏み台として利用しようとするが、返り討ちに遭う。実は黒い化け物ことMOAはシエナ自身の姿であり、MOAの横暴っぷりを見て改心し、アンインストールを果たす。その後は新聞部の女の子と友達になった。
更田 とまと（さらだ とまと）
1組。身長155cm。3サイズB89-W57-H85。3月3日生まれ。血液型O型。
アイドルを夢見て芸能界に入り、バニーピンクという名前で活動しているが今一つパッとしない。
Ver.37では主人公として登場。売れたいという願望を強く募らせていた。そんな最中、気づかない間にカリスマ力を測るアプリ「スカウター」がインストールされ、カリスマ力を上げようと同じ芸能事務所に所属するアユユに接触する。偶然にアユユ＝月夜であることを知り、テレビ番組でアユユの正体を暴露しようとしたが、数少ないカリスマ力＝ファンを笑顔にしたいためにアイドルになりたかったことに気づき、暴露を止めた。
坪井 カナリア（つぼい カナリア）
1組。バスケ部所属。翼の従妹。バニーピンクとして活動するとまとの親友であり、ファンの一人。
Ver.38では主人公として登場。バニーピンクとしての知名度が上がってきたことに嬉しい反面、寂しさを感じ、自分も輝きたいという願望から魔法のアプリ「イルカ」を手にする。魔法のアプリの力で出現したイルカと、カナリア・翼・翡翠のボケ・ツッコミのやり取りを繰り返すことで「人を笑顔にする輝きがある」ことに気づき、アンインストールを果たす。
横千家 マネ（よこせんけ マネ）
3組。風紀委員。金持ちの家の生まれで色黒のギャルで、元傭兵の執事が大勢仕えている。ギャルだが威風音学園の自由な校風を守るため風紀委員となった。田井中水希のライバル。
Ver.41で水希に球技大会で裸一周を賭けた勝負をする。
島川 曲（しまかわ まがる）
4組。Ver.50では主人公として登場。スマホゲーム「パズスト」にハマっていたが、ガチャ運の悪さに嘆いていた。そんな最中魔法のアプリ「ガッチャ」を手にし、善行を行うことでレアキャラを手にしていったが、全部手に入ると飽きてしまう、本当の楽しさは自分自身で見つけるものだということに気づき、アンインストールを果たす。
前田 つつじ（まえだ つつじ）
4組。Ver.50ではヒロインとして登場。パズスト初心者。曲にゲームの楽しさを決めるのはやる本人だということに気づかせた人。
羽生 りんご（はぶ りんご）
2組。羽生朱音の妹。
「ライト」の女の子
本名不明。ツインテールが特徴。
Ver.15に登場。スキー合宿の入浴時に「ノゾキ回避」をアイビスに願い出た所、魔法のアプリ「ライト」を手にする。結果、魔法のアプリの力で朱雀らを撃退に成功した。
「デスティニー」の少女
3組。朱雀の「デスティニー」に登場した少女。スレンダーな体型の美少女で、朱雀を模した人形を持っている。幼馴染の男子がいる。
「朱雀が不良から救ってくれた」と思い「デスティニー」のオーディションに参加するが、そこで朱雀から実は幼馴染の男子が警察に通報したお陰だと知る。その後は幼馴染の男子と付き合い始めたようだ。

#### その他生徒
輪動（わどう）
新聞部。キザな性格だが、かつて空手勝負で花に負け、それからは好きなカメラを活かして花を取材・応援している。作中強さランクでも京治と互角と高い実力を持つ。
Ver.29ではヒーローとして登場。花がシステマ忍者に襲われているところを救出し、撃退へと導いた。
デカオ
本名不明。空手部所属。大柄で腕っぷしの強い短髪の男子で、空手部では3番目の強さ。不良少女の彼氏であり、大変仲睦まじい。彼女同様、魔法のアプリと直接的な関わりは持っていないが、魔法のアプリによる騒動によく巻き込まれている。
新聞部の女の子
学年・本名は不明。渦巻きメガネにおさげ頭が特徴。友達がいない。
Ver.32に登場。校内新聞のネタがなく紅緒に無許可で記事にした結果、大好評で彼女の実録を連載することになってしまった。何とか彼女に謝りたいと思い続けるも、あと一歩が踏み出せないまま至り、逆に紅緒から新聞を破ったことを謝罪されたことをきっかけに和解する。
Ver.35で再登場。シエナと友達になろうとするが、邪険に扱われてしまう。その後魔法のアプリの騒動で改心したシエナに謝罪され、友達となった。

#### 卒業生
坂名（さかな）
Ver.2に登場。先代生徒会長。軟派なイケメンで、多くの女子の取り巻きがいた。
安形 次代（あがた じだい）
安形次夢の兄。サッカー日本代表選手。3年前にはサッカー部であり、威風音学園で生徒会長を務めていた。
Ver.21で登場。文部両道で次夢にとっては誇りであり、目標とする存在であったが、次夢が引きこもりに至る元凶にもなった。次夢が夢の世界から脱出して以降、元の良好な関係に戻る。
砂原 豹（すなはら ひょう）
砂原不動産の代表で23歳。5年前には威風音学園で生徒会長を務めていた。鬼ヶ島賀太郎の許嫁（と言っても賀太郎の父親が勝手に決めただけであり、賀太郎本人は拒絶している）。
Ver.33では敵として登場。威風音駅前再開発としてショッピングモールを建設し、持田きなこのラーメン屋が入っている商店街を潰そうと画策している。親が自害したという過去があり、金持ちになって魔法のアプリを手に入れてパームズと接触、世界を操作できる立場になりたいという野望から賀太郎のアプリを狙い、きなこを誘拐するも、賀太郎はアプリを放棄し、野望は失敗に終わる。
剣崎 秀五（けんざき しゅうご）
23歳。アプリゲーム制作会社に勤めるプログラマー。在学中はパソコン部に所属で盾井とは友人。成績優秀で万能であり、ゲームクリエイターになることを夢見ていたが、大学受験に失敗したことで挫折から抜け出せず、会社でも上司から罵られ、こき使われる毎日を強いられていた。
Ver.47では主人公として登場。精神的に疲弊していた彼から「昔のように熱中できるゲームをしたい」という願いを知ったアイビスは彼の仕事用のスマホに「パチケモtry」というアプリをインストールする。パチケモ図鑑を完成させないとスマホが使えないことを知った秀五は、ケモノを集めていき、威風音学園に辿り着く。そこでパソコン部で一緒に活動していた盾井と再会、卒業式の日にできなかった告白をすることでアンインストールを果たす。その後、退職願を出し、盾井と一緒にゲーム作りをしている。

#### 教師
ヤンキー先生
鉄太達の担任の先生。ヤクザかヤンキーのような見た目で言葉遣いも荒いが、真剣に生徒の事を考えている。
盾井（たてい）
23歳。1年2組の担任で料理研究部の顧問。イラストが趣味で威風音学園在学中はパソコン部に所属しており剣崎秀五とは友人。
初登場はVer.11であるが、その時は名前がない状態で登場。Ver.47ではヒロインとして登場し、名字だけ判明する。
1年2組の生徒の中でミス威風音の候補者がいないということでエントリーされるも、歌対決で桃華に敗退。
Ver.47では秀五と同じ頃にパチケモtryがスマホにインストールされ、威風音学園の裏山にある一本杉にて秀五と再会、告白される。

### その他の人物
コンビニ店員の女性
本名は不明。Ver.02で初登場。魔法のアプリ「パフューム」で誘惑された他、以降の話でも時折ゲスト登場している。
四央寺 白兎（しおうじ びゃくと）
真白の弟。小学3年。大のお姉ちゃん子。
初登場であるVer.11の時は心臓の病気により泥井戸総合病院に入院していた。1回目の手術でのトラウマからか手術するのを嫌がっていたが、喜平によって絆を取り戻した。その後、アイビスのセリフから手術は無事成功し退院した模様。
Ver.26で再登場。泳げないことを悩んでいた最中、真白から自分も泳げないことを告白され、一緒に教えてもらうことを決意する。
Ver.47では「お姉ちゃん（真白）にもっと自由に夏を楽しんでほしい」という想いから魔法のアプリ「ダークサイド」を手にするが、普段とは全く異質な状態へと化した真白に戸惑いを隠せず、喜平に助けを求めた。
今宮 通（いまみや とおる）
Ver.14に登場したPARMS（パームズ）基礎研究所の研究員。魔法のアプリの研究に携わる。逃走したエレノラを追って甲と対峙するが、使徒のアプリ「プリクラ」によって甲に敗北される。所長からのメール爆弾によって粛清された。
丸井 あずき（まるい あずき）
中学1年。習い事としてスポーツクラブに通い新体操を行っている。幼馴染の鏑木勇美に好意を抱いているが、勇美の好みが大人の女性であるため素直になれないでいる。小柄だが朱音よりは発育はよく、魔法のアプリで大人になった際は巨乳の美女となった。
Ver.19では主人公として登場。勇美に大人になった自分を見てもらいたいと願ったことで魔法のアプリ「シンデレラ」を手にし、大人化して正体を隠して勇美の下に赴いた。しかし、自分が家に帰ってきていないことを勇美に知られたことで正体を明かし、自分の想いを伝え、変身が解かれる前にキスをしたことでアンインストールを果たした。
システマ忍者
Ver.29で登場。異種格闘大会で花に敗北した忍者。その事を恨み花を襲撃するも、返り討ちに合った。実力は輪動や京治よりも上。
北見 沙雪（きたみ さゆき）
3年前に病に倒れ、以後入院を続けている少女。東行人とは同年代唯一のクラスメート。
Ver.30では主人公として登場。意識の中で自分の想いを行人と母親に伝えたいという想いからアイビスと遭遇、魔法のアプリ「ファントム」を手にする。様態が悪化し手術をしている間、アプリの力で魂と化し、二人に最期の想いを伝えるも、逆に二人を悲しませるだけだったことに気づき、まだ生きたいと強く願うようになる。その結果、彼女の様態は回復に向かい、行人や母親と幸せな日々を送っている。
沙雪の母
Ver.30で登場。沙雪の母親で行人とも親しい。エピローグでは沙雪と行人のデートにも付いてきた。
ニケ
V国の姫。アニメ好き。
Ver.43ではヒロインとして登場。ボーイッシュな恰好でお忍びで秋葉原へ来たところへ朱雀と出会う。言葉が通じないのに秋葉原を案内し、連れ戻そうとしていた執事達から救い出した朱雀の姿に感動する。自分の想いを魔法のアプリの力で執事を介することなく日本語で朱雀に伝え、帰国する。

## 魔法のアプリ
リンク
鉄太の「銀子の3サイズを知りたい」という願いで発現した魔法のアプリ。アプリに映っている人物をタッチするだけで自ら触らずともその人物が触られているような感覚になってしまう。鉄太のスマホが「グリード」に感化された際に再インストールされたが、そのアプリを使って欲望に打ち勝っている。
パフューム
「朱音にちゃんと気持ちを伝えたい」という願いで発現した魔法のアプリ。アプリがインストールされているスマホを振るだけで、スマホから女性を誘惑することができる香りが出てくるが、鞄にしまうことで無効化できる。
コピー
梅也の「多桜と決闘がしたい」という願いで発現した魔法のアプリ。写真を今の状態で現実にコピーすることができるが、時間を考えずにコピーすると大変なことになる。
トランスフォーム
平がゆるキャラのデザインを考えているときに発現した魔法のアプリ。特定のキャラクターに変身する。デザインが決まると保存のときに「はい」を押すと変身する。戻るボタンを押せば元に戻る。
クエスト
月夜が「普通の女の子になりたい」と願ったことでアイビスが用意した魔法のアプリ。超絶次元の冒険を体験できる。ストーリーのラスボスである魔王アイビスを倒せば「クリア」とみなされ元の世界に戻ることができる。太陽がラスボスの強さがおかしいと苦情を言ったことで、服だけを溶かす「メイルイータースライム」を出現させられる羽目になってしまったが、それが魔王であるアイビスを倒すきっかけを作った。
インビジブル
葉留の「情けない自分を消す」という願いで発現した魔法のアプリ。認証することで使用者を透明にすることができるが、その気になれば建物を透明化することもできる。再認証すれば透明化は解除される。潮路の盗撮事件の解決後、青菜が「恥ずかしがりの自分を消す」という願いで発現した魔法のアプリとして再登場する。
ツイート
甲が欲望を満たされたと判断され「プライド」を削除されたことで彼の欲望が願いという形で発現した魔法のアプリ。メアドを持っている者の本音がスマホから流れる。
アイビス
アイビスを実体化させる魔法のアプリ。Ver.8では使用者が「アイビスとデートしたい」という願いで発現した。以降のVerでもアイビスが実体化するが、このアプリによるものかは触れられない。
エレノラも同種のアプリを持っており、現実世界で活動する際に使用している。
クロノス
世の「変わった緋芽を止めたい」という願いで発現した魔法のアプリ。ボタンを押した人間以外の全ての時を止めることができる。止められた人間の意識がある一方、止められた物体を動かすこともできず、強力故に犯罪防止機能付き。
ゴーグル
月夜の「太陽の気持ちを知りたい」という願いで発現した魔法のアプリ。スマホのカメラを通して人を見ると、その人が抱いている感情が形となって現れる。
マグネット
喜平の「真白を笑わせる」という願いで発現した魔法のアプリ。内カメラに写ったものと外カメラに写ったものをドッキングする。解除ボタンを押せば元に戻る。
メイク
光矢の「紫織を優勝させる」という願いで発現した魔法のアプリ。カメラに写った映像にメイクすることで、魔法の色で現実にメイクできる。
クイーンメーカー
京治の「黄咲の力になりたい」という願いで発現した魔法のアプリ。撮影した対象の人物を現時点での3年後の姿が表示できる。
トレース
風介の「かっこよくなりたい」という願いで発現した魔法のアプリ。外カメラでキャプチャーした人の特技やいいところを使用できるが、動物が対象でもその効果が可能。
ライト
のぞきに困っている女の子が「ノゾキ回避」を願ったことで発現した魔法のアプリ。乳首や股間など大切な部分を光で隠すことができる。
チョコレート
翼の「チョコレートで空腹を満たしたい」という願いで発現した魔法のアプリ。チョコボタンを押すことでチョコレートに自我が宿る。
キー
秋雨と春の「鍵を手に入れたい」という願いで発現した魔法のアプリ。鍵を開けれは現実世界と白い部屋をつなぐ扉が出現し白い部屋にはいれるようになる。秋雨は「臆病の自分から逃げたい」、春は「新しい家族を愛せる自信がない」という理由で魔法のアプリを手にしている。
ドッグ
桃華の「事件を解決したい」という願いで発現した魔法のアプリ。アプリを起動すると所有者は犬の姿に変身できる。犬の姿になると運動神経・嗅覚・行動原理まで犬と同格になる超人型のアプリであるため、しゃべることができないが、所有者のスマホを手にした人間と意思疎通が可能で、画面には裸で犬の真似をした所有者が映っているが、動物のネコを擬人化した姿で映すこともできる。
シンデレラ
あずきの「勇美に大人の自分を見せたい」という願いで発現した魔法のアプリ。想いを寄せる男性を振り向かせるために変身することができるが、夜にしか効果がない。
ナースキャップ
銀子の「鉄太の風邪を治したい」という願いで発現した魔法のアプリ。アプリを起動したスマホを頭に付ける事で、相手を看病することができるナースに変身できる。キャップがやるべき事を判断し、自動で体が動く。
ナイトメア
夏海の下に発現した魔法のアプリ。人の夢の中に入る。
デスティニー
もてたいがために魔法のアプリを欲し、召喚の儀式を行った朱雀に特別に与えられた魔法のアプリ。オーディション会場を模した異空間に、使用者に興味を持つ異性を呼び寄せる。異空間にいる人物はその時の記憶を忘れるが、この人と決めた相手の記憶は少し残る。
ツイート
修の「女の子と怖がらずに話したい」という願いで発現した魔法のアプリ。甲のものとは発動条件が異なり、画面に触れた人物の心を音に出す。
リブラ
右佐姉妹の下に発現した魔法のアプリ。運命の天秤を視覚化する。忠の心によって天秤が動き、1週間後に結ばれる者が決定する。
ウォーター
真白の「白兎に泳ぎを教えたい」という願いで発現した魔法のアプリ。傾けると画面から魔法の水が無限に出てくる。魔法の水では溺れる事はない。
キャラクリ
嵐の「理想の彼女を見つけたい」という願いで発現した魔法のアプリ。各種パラメータを設定した女の子を具現化する。
ウォールバン
花の「大切にされたい」という願いで発現した魔法のアプリ。壁ドンした相手との未来をシミュレートする。
ファントム
沙雪の「思いを伝えたい」という願いで発現した魔法のアプリ。幽体離脱する。
ソーリー
紅緒の「素直に謝りたい」という願いで発現した魔法のアプリ。謝れば何でも許される。
ジョブス
賀太郎の「きなこの笑顔が見たい」という願いで発現した魔法のアプリ。逆境をアイデアに変換する。発動時はスティーブ・ジョブズ似の顔になる。
サムネイル
梅也の「多桜の大事な指輪を見つけたい」という願いで発現した魔法のアプリ。画面に触れたものを小さくする。3回のみ使用できる。
M フレンド
シエナの「大切にしてくれる友達が欲しい」という願いで発現した魔法のアプリ。黒い影のような怪物が出現し、使用者に寄り添う。実は怪物は使用者の鏡写しであり、自分を客観的に見る事で問題の改善を促す。
TS
筧の「朱雀に女子と触れ合えるように」という願いで発現した魔法のアプリ。画面に触れた者の性別を変える。
イルカ
カナリアの「自分も輝きたい」という願いで発現した魔法のアプリ。質問に答えるイルカが具現化し質問に答えるが、ろくな返答をしない。
ドクター
鉄太の「銀子の風邪を治したい」という願いで発現した魔法のアプリ。ナースキャップの男性版。
スリム
霧子に発現した魔法のアプリ。痩せる事ができる。
チャージ
水希の「勝負に勝ちたい」という願いで発現した魔法のアプリ。外カメラに映った人物の丹田に元気をチャージし、凄まじい力を引き出す。チャージされた真白は髪が逆立ち、黄咲は髪飾りが怒髪天を突いた。
通訳のアプリ
名称不明。ニケの「言葉を直接朱雀に伝えたい」という願いで発現した魔法のアプリ。日本語を喋れるようになる。
シークバー
平の「乃院のペンダントを見つけたい」という願いで発現した魔法のアプリ。カメラに映った場所の過去を仮想空間に再現する。
ダークサイド
白兎の「真白にもっと自由に夏を楽しんでほしい」という願いで発現した魔法のアプリ。対象の抑圧された精神を解放する。
パチケモtry
剣崎の「昔のように熱中できるゲームをしたい」という願いで発現した魔法のアプリ。流行のゲーム「プチケモtry」のパクリゲーだが、出てくるキャラは全て剣崎ゆかりのもの。
ニンジャ
透明の「轟の全てを知りたい」という願いで発現した魔法のアプリ。他人に認識されなくなる。

### 使徒のアプリ
グリード
我波の「帝国を作りたい」という欲望によって発現した使徒のアプリ。手にしたものは欲望をかなえるために素直になれる。アプリを所有していない人間でも欲望に感化され素直になれる拡散型のアプリ。
プライド
甲の「友達を作りたい」という欲望によって発現した使徒のアプリ。メールを送ると他人を洗脳できる。ただし、魔法のアプリを所有したことがある人間には危険なメールと認知されるため効果はない。
プリクラ
甲が「エレノラを助けたい」と願ったことで発現した使徒のアプリ。内カメラで撮ったものを、少しの間小さい写真に変えることができる。セルフタイマー機能を用いてもその効果は可能。
エレノラが保有する使徒のアプリ名で唯一七つの大罪の英語名から来ていない。
ドリーム
別名「怠惰」。次夢に発現し、現実逃避の夢を見させた。
スカウター
別名「嫉妬」。カリスマ力を測定する。とまとに発現した。
ダイエットEver
エレノラが朱音らと使ったアプリ。体に優しい電流が流れる。

## 読切版
『ケータイショウジョ』
『i・ショウジョ』の前身作品。ジャンプNEXT! 2013 SPRINGとジャンプLIVE1号にて読切で掲載された。『i・ショウジョ』第3巻収録。

### あらすじ
クラスメイトの鍵爪寧依に恋心を寄せる遠坂数多は、好きな女の子の前では素直になれないことに強く悩んでいた。
そんなある日の雨が降る中、どこかへ雨宿りしようとした数多は不思議な神社を見つけ、素直になれるようお参りしたその時、ケータイ恋人アプリを手にする。

### 登場人物（読切版）
遠坂 数多（とおさか あまた）
主人公。クラスメイトの寧依に恋心を寄せているが、素直になれないことに悩んでいる。ある時出会った不思議な神社で素直になれるよう、お祈りした時に自身の携帯にケータイ恋人アプリがダウンロードされる。
鍵爪 寧依（かぎつめ ねい）
ヒロイン。数多が恋心を寄せている少女。

## 書誌情報
高山としのり集英社〈ジャンプ・コミックス〉
- 『i・ショウジョ』 全3巻
  1. 「悪魔のアプリ」2014年7月9日発行（7月4日発売[集 1]）、ISBN 978-4-08-880149-0
  2. 「クエスト」2014年8月9日発行（8月4日発売[集 2]）、ISBN 978-4-08-880248-0
  3. 「アイビス」2014年11月9日発行（11月4日発売[集 3]）、ISBN 978-4-08-880270-1
- 『i・ショウジョ＋』 、全14巻
  1. 2015年2月9日発行（2月4日発売[集 4]）、ISBN 978-4-08-880271-8
  2. 2015年4月8日発行（4月3日発売[集 5]）、ISBN 978-4-08-880346-3
  3. 2015年7月8日発行（7月3日発売[集 6]）、ISBN 978-4-08-880438-5
  4. 2015年9月9日発行（9月4日発売[集 7]）、ISBN 978-4-08-880479-8
  5. 2015年12月9日発行（12月4日発売[集 8]）、ISBN 978-4-08-880520-7
  6. 2016年2月9日発行（2月4日発売[集 9]）、ISBN 978-4-08-880613-6
  7. 2016年5月7日発行（5月2日発売[集 10]）、ISBN 978-4-08-880680-8
  8. 2016年8月9日発行（8月4日発売[集 11]）、ISBN 978-4-08-880851-2
  9. 2016年10月9日発行（10月4日発売[集 12]）、ISBN 978-4-08-880852-9
  10. 2016年12月7日発行（12月2日発売[集 13]）、ISBN 978-4-08-880853-6
  11. 2017年2月8日発行（2月3日発売[集 14]）、ISBN 978-4-08-881015-7
  12. 2017年4月9日発行（4月4日発売[集 15]）、ISBN 978-4-08-881064-5
  13. 2017年6月7日発行（6月2日発売[集 16]）、ISBN 978-4-08-881118-5
  14. 2017年7月9日発行（7月4日発売[集 17]）、ISBN 978-4-08-881240-3